# Doctor P
Doctor P je umělecké jméno britského producenta dubstepu a DJe Shauna Brockhursta. Spolu s Flux Pavilionem, DJem Swan-E a Dyspro je spolu zakladatelem labelu Circus Records. Shaun je také producentem drum and bassu a to pod jmény Sounds Destructive, Slum Dogz a DJ Picto.

## Diskografie

### Skladby
- "Superbad" ft Flux Pavilion [Circus, 2011]
- "Sweet Shop" / Gargoyle [Circus, 2009]
- "Badman Sound" [Dub Police, 2010]
- "Big Boss" / "Black Books" ft. RSK [Circus, 2010]
- "Stinkfinger" [XS Dubz, 2010]
- "Watch Out" [Circus, 2010]
- "Tetris" [Circus, 2009] (UK chart peak: #185)[1]
- Circus One With Flux Pavilion [Circus, 2011]
- "Neon" Ft. Jenna G [Circus, 2011]
- "Feeling Sick Tonight" [Circus, 2010]
- "Music Is Dead (Featuring Dillon Francis)" [Circus, 2012]
- "Champagne Bop" [2013]

### Remixy
- Caspa – "Marmite" (Doctor P Remix)
- Britney Spears – "3" (Doctor P Remix)
- Example – "Last Ones Standing" (Doctor P Remix)
- Dan Le Sac Vs Scroobius Pip – "Sick Tonight" (Doctor P Remix)
- Fenech-Soler – "Lies" (Doctor P Dub)
- Blame – "Star" (Doctor P Remix)
- Plan B – "Love Goes Down" (Doctor P Drumstep Remix)
- 12th Planet – "Reasons" (Doctorix)
- DJ Fresh ft. Sian Evans – "Louder" (Doctor P & Flux Pavillion Remix)
- Scroobius Pip – "The Struggle" (Doctor P Remix)
- Krome & Time – "The License" (Doctor P Remix)
- Ed Sheeran – "Drunk" (Doctor P Remix)
- Boy Kid Cloud – "How It Looks" (Doctor P's Cheeky VIP) Nevydáno